# La Selva (Tabasco)
La Selva es una localidad del municipio de Nacajuca ubicado en la subregión centro del estado mexicano de Tabasco.

## Geografía
La localidad de La Selva se sitúa en las coordenadas geográficas 18°01′24″N 92°57′47″O / 18.023333, -92.963056, a una elevación de 8 metros sobre el nivel del mar.

## Demografía
Según el Conteo de Población y Vivienda 2020, efectuado por el Instituto Nacional de Estadística y Geografía, la localidad de La Selva tiene 7,755 habitantes, de los cuales 3,752 son del sexo masculino y 4,003 del sexo femenino. Su tasa de fecundidad es de 2.07 hijos por mujer y tiene 2,103 viviendas particulares habitadas.
| Gráfica de evolución demográfica de La Selva entre 1990 y 2020 |
|                                                                |
| INEGI.                                                         |